# Miarrã
I Miarra sono un gruppo etnico del Brasile. Parlano la lingua Miarra (codice ISO 639: XMI) e sono principalmente di fede animista.
Vivono nello stato brasiliano del Mato Grosso, nella riserva di Xingú.